# PlayStation Classic
PlayStation Classic — миниатюрная игровая консоль, выпущенная компанией Sony Interactive Entertainment. Она эмулирует игры оригинальной PlayStation 1994 года.
Некоторые характеристики PlayStation Classic:
- Размеры: 149 × 33 × 105 мм (ширина × высота × длина).
- Вес: около 170 г. 34
- Оперативная память: 1 ГБ DDR3.
- Хранилище: 16 ГБ eMMC Flash.
- Видеовыход: HDMI с поддержкой разрешения 720p.
- Аудио: аудиокодек MediaTek MT6392A.
- USB: 2 порта для игровых контроллеров.

В комплекте: два контроллера PlayStation, HDMI-кабель и кабель USB для подключения к USB-адаптеру переменного тока и питания консоли от электросети.
Некоторые игры, которые идут в комплекте: Battle Arena Toshinden, Cool Boarders 2, Destruction Derby, Final Fantasy VII, Grand Theft Auto и другие.
Дата выпуска: 3 декабря 2018 года.
- Корпус консоли полностью повторяет контуры оригинала и на 45% меньше его. На лицевой стороне большую часть занимает форма, стилизованная под крышку CD-ROM.
- На консоли есть три рабочие кнопки:
  - Power — включение;
  - Reset — выход из игры и возврат в главное меню;
  - Open — некоторые игры первой PlayStation просят открыть крышку и заменить диск, это действие и эмулирует данная кнопка.
- Адаптер питания в комплект не входит, но он и не нужен — систему можно запитать напрямую от телевизора.
- Официально добавить другие игры нельзя — дисковод отсутствует, а доступа в PlayStation Store у приставки нет. Однако умельцы через несколько дней после релиза взломали консоль, что позволяет добавить туда любые цифровые копии игр для Sony PlayStation.
- Консоль получила негативные отзывы критиков, в том числе за слабую библиотеку игр, включение оригинального контроллера PlayStation вместо более поздних, использование версий PAL для определённых игр и высокую цену.

Ещё несколько фактов о PlayStation Classic:
- Процессор консоли — MediaTek MT8167A с четырьмя вычислительными ядрами ARM Cortex-A35 и частотой до 1,5 ГГц.
- Установленные игры запускаются в разрешении 480p–720p.
- В PS Classic используется открытый программный эмулятор PCSX. По данным издания Digital Foundry, некоторые тайтлы воспроизводятся хуже, чем на оригинальной консоли.
- Интерфейс главного меню русифицирован.
- Джойстики подключаются к приставке по USB, их можно без проблемы заменить или использовать на других устройствах.
- Каждую игру можно приостановить в режиме сохранения, нажав кнопку «сброс» на консоли.
- Девять игр используют версию PAL (предпочтительную в большинстве европейских стран) независимо от платформы выпуска консоли, они работают с более низкой частотой кадров 50 Гц.

- Консоль работает от зарядного устройства 5 В с силой тока в 1 А. Можно использовать блок питания от смартфона, но нужно учитывать, что консоль в плане питания довольно привередлива.
- Спереди на консоли расположены два порта USB для подключения геймпадов, над ними — декоративные вставки, визуально копирующие слоты для карт памяти PS.
- В этой модели прогресс записывается во внутреннюю память.
- В своё время Sony пыталась через суд запретить разработку эмулятора PCSX, упирая на нарушение авторских прав. Однако в том противостоянии закон встал на сторону свободного ПО.
- Операционная система PlayStation Classic имеет скудный функционал: несмотря на достаточно мощное железо, система не предусматривает никаких фильтров и обоев по бокам.